# Acidostoma obesum
Acidostoma obesum är en kräftdjursart som först beskrevs av Charles Spence Bate 1862.  Acidostoma obesum ingår i släktet Acidostoma och familjen Lysianassidae. Arten är reproducerande i Sverige.

## Underarter
Arten delas in i följande underarter:
- A. o. obesum
- A. o. ortum